# Bonnevent-Velloreille
Bonnevent-Velloreille és un municipi francès situat al departament de l'Alt Saona i a la regió de Borgonya - Franc Comtat. L'any 2007 tenia 343 habitants.

## Demografia

### Població
El 2007 la població de fet de Bonnevent-Velloreille era de 343 persones. Hi havia 124 famílies, de les quals 20 eren unipersonals (12 homes vivint sols i 8 dones vivint soles), 44 parelles sense fills, 52 parelles amb fills i 8 famílies monoparentals amb fills.
La població ha evolucionat segons el següent gràfic:
Habitants censats

### Habitatges
El 2007 hi havia 148 habitatges, 126 eren l'habitatge principal de la família, 12 eren segones residències i 10 estaven desocupats. 138 eren cases i 9 eren apartaments. Dels 126 habitatges principals, 92 estaven ocupats pels seus propietaris, 30 estaven llogats i ocupats pels llogaters i 4 estaven cedits a títol gratuït; 1 tenia dues cambres, 7 en tenien tres, 27 en tenien quatre i 91 en tenien cinc o més. 114 habitatges disposaven pel capbaix d'una plaça de pàrquing. A 50 habitatges hi havia un automòbil i a 71 n'hi havia dos o més.

### Piràmide de població
La piràmide de població per edats i sexe el 2009 era:
| Homes | Edats   | Dones |
| ----- | ------- | ----- |
| 0     | 95 o +  | 0     |
| 0     | 90 a 94 | 0     |
| 0     | 85 a 89 | 0     |
| 4     | 80 a 84 | 0     |
| 0     | 75 a 79 | 4     |
| 4     | 70 a 74 | 8     |
| 8     | 65 a 69 | 4     |
| 12    | 60 a 64 | 0     |
| 16    | 55 a 59 | 8     |
| 0     | 50 a 54 | 12    |
| 8     | 45 a 49 | 8     |
| 16    | 40 a 44 | 16    |
| 12    | 35 a 39 | 4     |
| 12    | 30 a 34 | 12    |
| 8     | 25 a 29 | 8     |
| 20    | 20 a 24 | 4     |
| 4     | 15 a 19 | 0     |
| 12    | 10 a 14 | 12    |
| 4     | 5 a 9   | 20    |
| 16    | 0 a 4   | 16    |

## Economia
El 2007 la població en edat de treballar era de 222 persones, 185 eren actives i 37 eren inactives. De les 185 persones actives 173 estaven ocupades (90 homes i 83 dones) i 12 estaven aturades (4 homes i 8 dones). De les 37 persones inactives 13 estaven jubilades, 12 estaven estudiant i 12 estaven classificades com a «altres inactius».

### Ingressos
El 2009 a Bonnevent-Velloreille hi havia 127 unitats fiscals que integraven 349 persones, la mediana anual d'ingressos fiscals per persona era de 19.264 €.

### Activitats econòmiques
Dels 8 establiments que hi havia el 2007, 3 eren d'empreses de construcció, 1 d'una empresa de comerç i reparació d'automòbils, 1 d'una empresa d'hostatgeria i restauració, 1 d'una empresa d'informació i comunicació i 2 d'empreses de serveis.
Dels 3 establiments de servei als particulars que hi havia el 2009, 1 era una lampisteria, 1 empresa de construcció i 1 restaurant.
L'any 2000 a Bonnevent-Velloreille hi havia 15 explotacions agrícoles que ocupaven un total de 416 hectàrees.

## Equipaments sanitaris i escolars
El 2009 hi havia una escola elemental integrada dins d'un grup escolar amb les comunes properes formant una escola dispersa.

## Poblacions més properes
El següent diagrama mostra les poblacions més properes.